# Ernste Feier

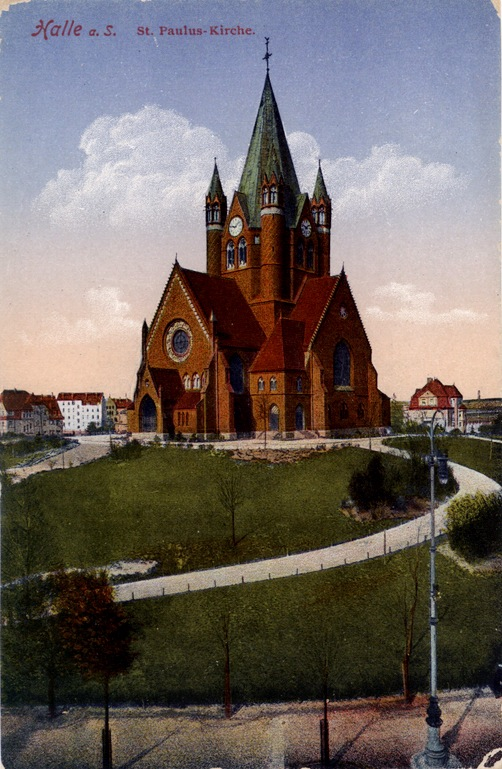
Die Pauluskirche zu Halle auf einer Couleurkarte des Hallenser Wingolf

Die Ernste Feier (anfangs auch Erbauungskränzchen) ist eine christliche, überkonfessionelle Andacht, die seit den 1840er Jahren innerhalb des Wingolfs gefeiert wird. Sie ist somit eine der ältesten ökumenischen Feiern der Welt. Es ist üblich, vor jeder hochoffiziellen Kneipe (z. B. zu Semesterbeginn und -ende) und vor jedem Kommers eine Ernste  Feier zu halten.

## Geschichte
Seit der Mitte der 1830er Jahre sammelten sich mehr und mehr christliche Studenten in Kreisen und Kränzchen, um ihren Glauben gemeinsam zu leben. Stark beeinflusst wurden sie dabei von der Erweckungsbewegung, deren Vertreter an den theologischen Fakultäten – z. B. August Neander (Berlin) und August Tholuck (Halle) – diese neuen Bestrebungen aktiv unterstützten. In diesen erwecklichen Kreisen gab es wiederum eine Reihe Studenten, die sich nicht auf die Zusammenkunft zum Beten und Bibellesen beschränken wollten, sondern ein umfassenderes Gemeinschaftsleben nach dem Vorbild damaliger Studentenverbindungen anstrebten. Gleichwohl war es ihnen ein Anliegen, sich von dem teilweise rüden und wilden Leben der damaligen Studenten abzugrenzen.
Anfang der 1840er-Jahre entstanden so zahlreiche christliche Studentenverbindungen unter dem Namen Wingolf. Zu Pfingsten 1844 gründeten die vier ältesten Wingolfsverbindungen aus Bonn, Berlin, Erlangen und Halle in Schleiz den Wingolfsbund. Von Beginn an stellte sich die Frage nach der Organisation und Ordnung gemeinsamer Gottesdienste und Andachten.
Obwohl die Mehrzahl der damaligen Wingolfiten Studenten der evangelischen Theologie waren, hielten sie die Möglichkeit der Mitgliedschaft für alle Christen offen. Der Wingolfsbund ist damit eine der ältesten überkonfessionellen Organisationen überhaupt. Aus der prinzipiellen Möglichkeit der Mitgliedschaft von Studenten aus beiderlei großen Konfessionen erwuchs auch Handlungsbedarf, denn es war allgemein nicht üblich, dass überkonfessionelle Andachten stattfanden.
Die gemeinsamen Andachten vor den Kneipen wurden daher seit frühester Zeit Erbauungskränzchen oder Ernste Feier genannt. Dies hat mehrere Gründe:
- Mit der neuen Bezeichnung wurde der Begriff Gottesdienst umgangen. So konnten unterschiedliche Auffassungen unter den Brüdern über Gottesdienstordnungen und den eigentlichen Zweck des Gottesdienstes die gemeinsame Feier nicht stören. Statt kath. Vorstellungen der heiligen Messe und evangelische Ideen vom Gottesdienst in ein Konkurrenzverhältnis zu stellen, bestimmten die Wingolfiten einen eigenen Zweck der Ernsten Feier: Fortan galt sie als zentraler Ort für die Besinnung auf das Prinzip des Wingolfs (Δι' ἕνος πάντα; Di henos panta!; (griech.: Durch Einen Alles!)) und die daraus abgeleitete christliche Lebenshaltung der Wingolfiten, das Christianum.[2]

- Mit der Zuschreibung ernst wurde die Feier vom feuchtfröhlichen Kneipgeschehen abgegrenzt. Fortan feierte der Wingolf seine Gemeinschaft nicht nur, wie andere Studentenverbindungen auch, auf geselligen Kneipen oder Kommersen, sondern auch in Form der gemeinsamen Besinnung auf die christliche Grundlegung des Wingolfs.

- Durch die neue Bezeichnung war es jedem Bruder möglich, an der Feier teilzunehmen, ohne sich in konfessionsbedingte Schwierigkeiten mit der Gemeinde oder Familie zu bringen.

Bis heute feiern alle Wingolfsverbindungen vor ihren Kneipen und Kommersen Ernste Feiern. Auch zu gemeinsamen Veranstaltungen, wie Wingolfsseminaren, Konventionstreffen und dem Wartburgfest des Wingolfs ist die Ernste Feier fester Bestandteil des Programms.

## Durchführung
Die Ernste Feier kann sowohl von einem Mitglied der Aktivitas als auch von einem Philister gehalten werden. In vielen Wingolfsverbindungen ist jedes Mitglied dazu verpflichtet, einmal in seiner Aktivenzeit eine Ernste Feier zu gestalten. Die Ausgestaltung der Ernsten Feier hängt in erheblichem Maße vom leitenden Bundesbruder ab. Eine Ernste Feier dauert ca. eine viertel bis halbe Stunde. Die Ernsthaftigkeit der Feier ist Grund für das Verbot des Verzehrs alkoholischer Getränke während der Ernsten Feier. Sichtbares Zeichen dieses Verzichts, ist das Entfernen aller Gemäße von der Tafel.

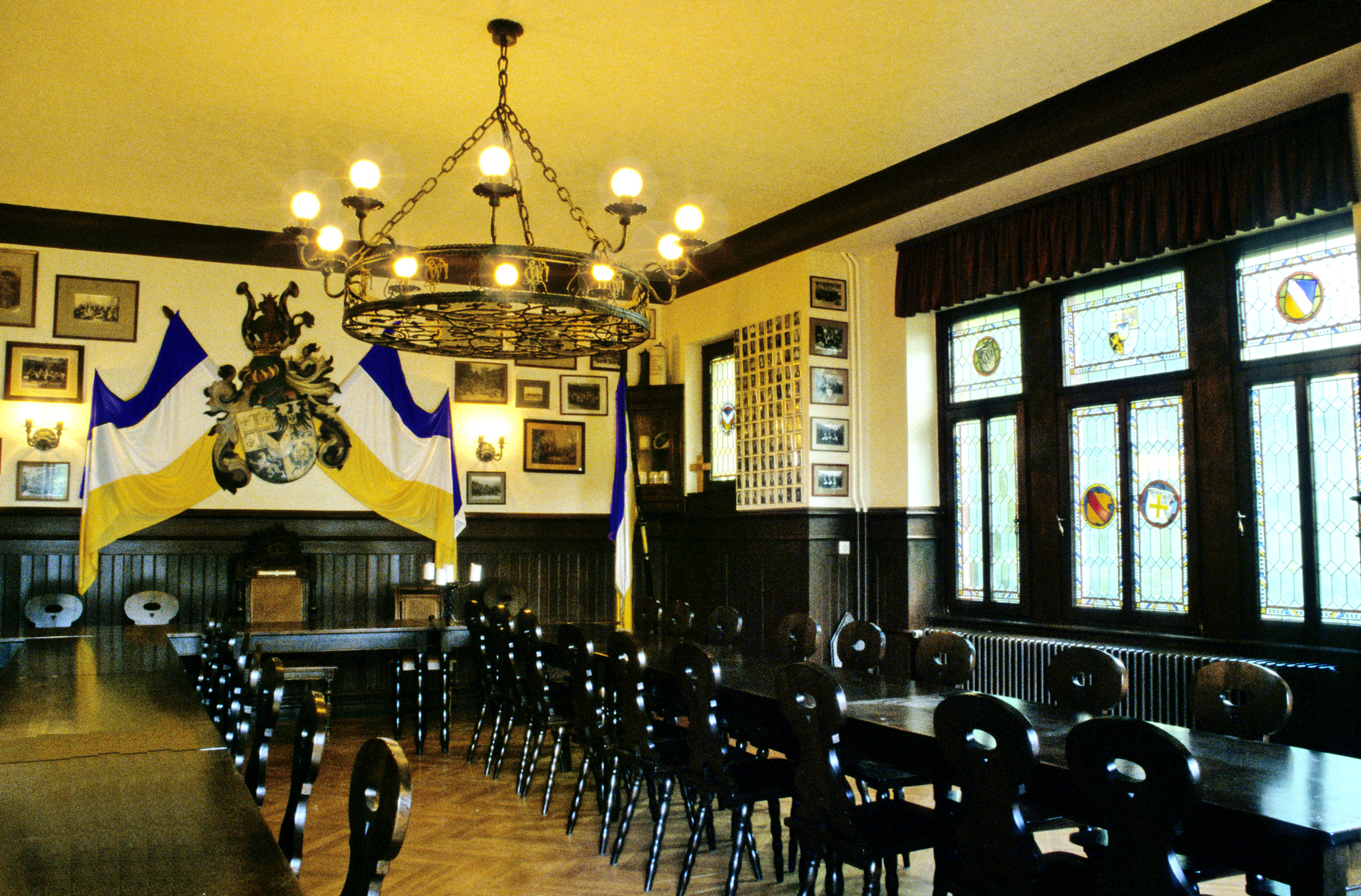
Kneipsaal des Heidelberger Wingolf

## Bedeutung

### Theologie
Da über weite Teile seiner Existenz die Mehrzahl der Mitglieder des Wingolf Studenten der Theologie waren, war auch die christliche Praxis innerhalb des Wingolf immer wieder Objekt theologischer Reflexion. So wurden die Ansprachen der Ernsten Feiern gesammelt (z. B. Blütenlese aus dem Wingolf) und zum Gegenstand der Diskussionen auf Kneipen und im Kreis der Brüder. Da in früherer Zeit zahlreiche Professoren der Theologie am Leben der Wingolfsverbindungen teilnahmen (z. B. August Tholuck, Friedrich Loofs, Martin Kähler) waren die Ansprachen und Pauken (Reden auf den Kneipen) besonderer Beobachtung ausgesetzt und wurden nicht selten von den Professores noch während der Feier öffentlich kommentiert.
In den Ernsten Feiern des Wingolf entwickelten so die leitenden Brüder im Angesicht zahlreicher Kommilitonen und Dozenten vielleicht zum ersten Mal ihre eigene Haltung zu einem Topos der Theologie. Heute steht vielmehr der allgemein-seelsorgerische Aspekt im Vordergrund. Die Gemeinschaft der Bundesbrüder soll in das Semester begleitet werden, zu großen Festtagen wie dem Stiftungsfest vergewissert sich die Verbindung ihrer christlichen Grundlage, zum Ende der Vorlesungszeit werden die Geschehnisse des Semesters eingeordnet.

### Ökumene
Besondere Bedeutung hat die Ernste Feier für die Entwicklung überkonfessioneller Gottesdienstformen und das ökumenische Handeln insgesamt. Weit vor der Weltmissionskonferenz in Edinburgh 1910, die als Beginn der weltweiten ökumenischen Bewegung angesehen werden kann, kamen in der Ernsten Feier Christen aller Konfessionen zu gemeinsamen „gottesdienstlichen“ Handlungen zusammen. Die Ernste Feier ist somit eine der ältesten überkonfessionellen christlichen Feiern die es bis heute gibt. Wenngleich einschränkend gesagt werden muss, dass nur die wenigsten der Wingolfiten des 19. Jahrhunderts sich als Ökumeniker verstanden. Ihre prinzipielle Akzeptanz der jeweilig anderen Konfession gegenüber ist denn auch besser im Wort Überkonfessionell ausgedrückt.

### Kneipkultur
Einfluss hatte die Ernste Feier vor allem auf die Kultur der Kneipe innerhalb des Wingolfs. Die Form der Kneipe übernahm der Wingolf von den zahlreichen anderen Studentenverbindungen, die es schon vor 1840 gegeben hatte. Durch die Voranstellung der Ernsten Feier vor jede Kneipe schuf sich der Wingolf eine eigene Kneipkultur.